# Râul Monteoru, Siriu
Râul Monteoru este un curs de apă afluent de stânga al râului Siriu. 

## Hărți
- Harta Munții Buzăului [nefuncțională – arhivă]